# Pietro Pivotto
Pietro Pivotto (Brescia, 29 aprile 1995) è un velocista italiano.

## Palmarès
| Anno | Manifestazione              | Sede              | Evento      | Risultato  | Prestazione | Note                          |
| ---- | --------------------------- | ----------------- | ----------- | ---------- | ----------- | ----------------------------- |
| 2013 | Europei U20                 | Grosseto          | 200 m piani | Semifinale | 21"41       |                               |
| 2016 | Giochi del Mediterraneo U23 | Tunisi            | 100 m piani | 4º         | 10"64       |                               |
| 2016 | Giochi del Mediterraneo U23 | Tunisi            | 4×100 m     | Argento    | 39"69       | Miglior prestazione personale |
| 2018 | Universiade                 | Napoli            | 200 m piani | Semifinale | 21"48       | [ 1 ]                         |
| 2018 | Universiade                 | Napoli            | 4×100 m     | Batteria   | 40"77       |                               |
| 2022 | Giochi del Mediterraneo     | Orano             | 4×400 m     | Argento    | 3'04"55     | Miglior prestazione personale |
| 2022 | Europei                     | Monaco di Baviera | 4x400 m     | 8º         | 3'03"04     | [ 2 ]                         |

## Campionati nazionali
2011
- Argento ai campionati italiani allievi, 200 m piani - 22"20

2012
- Oro ai campionati italiani allievi, 200 m piani - 22"24
- Bronzo ai campionati italiani allievi, 100 m piani - 11"05
- 6º ai campionati italiani allievi indoor, 60 m piani - 7"20

2013
- Bronzo ai campionati italiani juniores, 200 m piani - 21"58
- Eliminato in batteria ai campionati italiani juniores, 100 m piani - 10"87

2014
- Oro ai campionati italiani juniores indoor, 200 m piani - 21"39

2015
- Eliminato in batteria ai campionati italiani assoluti, 200 m piani - 21"52
- 7º ai campionati italiani promesse, 200 m piani - 21"37
- Eliminato in batteria ai campionati italiani promesse, 60 m piani - 6"98

2016
- Bronzo ai campionati italiani assoluti indoor, staffetta 4x1 giro - 1'28"39
- 4º ai campionati italiani promesse, 200 m piani - 21"54
- Eliminato in batteria ai campionati italiani promesse, 60 m piani - 6"93

2017
- 4º ai campionati italiani promesse, 200 m piani - 21"50

2018
- 5º ai campionati italiani assoluti, 200 m piani - 21"31
- Bronzo ai campionati italiani universitari, 200 m piani - 21"58

2020
- Eliminato in batteria ai campionati italiani assoluti, 200 m piani - 22"35
- Bronzo ai campionati italiani assoluti, staffetta 4x400 m - 3'14"87
- 4º ai campionati italiani assoluti, staffetta 4x100 m - 41"71

2021
- 4º ai campionati italiani assoluti, staffetta 4x400 m - 3'12"89

2022
- 7º ai campionati italiani assoluti, 400 m piani - 47"12
- Argento ai campionati italiani assoluti, staffetta 4x400 m - 3'07"60
- Eliminato in batteria ai campionati italiani assoluti indoor, 400 m piani - 48"29
- Oro ai campionati italiani assoluti indoor, staffetta 4x2 giri - 3'13"95

2024
- 7º ai campionati italiani assoluti, 400 m piani - 48"08
- 4º ai campionati italiani assoluti, 4x400 m - 3'13"16
- Oro ai campionati italiani assoluti, 4x100 m - 40"16

2025
- Oro ai campionati italiani assoluti, staffetta 4x2 giri - 3'15"41
- Bronzo ai campionati italiani assoluti (Caorle), 4x100 m - 40"66